# 布賴恩·克萊
布賴恩·克萊（英語：Bryan Ezra Tsumoru Clay，1980年1月3日—），又名石井積，美籍非日混血兒，2008年北京奧運十項全能金牌得主。

## 早年生活
布賴恩在德克萨斯州奧斯汀出世，在夏威夷長大。他的父親為美國黑人，母親是日本人。雙親在他小學時離異，他及後隨母親生活。他有一個弟弟，亦是出眾的田徑運動員。布賴恩大學時是學校田徑隊的隊員。

## 外部連結
- 布賴恩·克萊在的頁面
- 官方网站
- Teleconference interview with decathlete world-champion Bryan Clay prior to the 2007 USATF Outdoor Track & Field Championships，存档于（存檔日期 mdy）
- Video: APU Life on Film featuring Clay，存档于（存檔日期 mdy）